# 四子柳
四子柳，或作四籽柳，是杨柳科柳属的植物。分布于印度尼西亚、中南半岛、印度、尼泊尔以及中国大陆的西藏、云南、广东等地，生长于海拔300米至1,800米的地区，一般生于低山地区河流边，目前尚未由人工引种栽培。

## 异名
- Salix disperma Roxb. ex D. Don